# Elatine macropoda
Elatine macropoda är en slamkrypeväxtart som beskrevs av Giovanni Gussone. Elatine macropoda ingår i släktet slamkrypor, och familjen slamkrypeväxter. Inga underarter finns listade i Catalogue of Life.